# Deense West-Indische en Guineese Compagnie
De Deense West-Indische en Guineese Compagnie (vanaf de oprichting op 11 maart 1671 Vestindisk kompagni en vanaf 1680 Vestindisk kompagni or Det Vestindisk-Guineiske kompagni) was een Deense maatschappij die de koloniën in Deens-West-Indië exploiteerde.

## Voorgeschiedenis
In 1659 werd de Glückstädter Afrika Compagnie opgericht door twee Hamburgse kooplieden die handelden in opdracht van de Fin Hendrik Carloff en de Nederlanders Isaac Coymans, Jan de Swaan en Nicolaes Pancras. Zij dreef handel op de Deense Goudkust (tegenwoordig Ghana) en de Caribische eilanden Saint Thomas, Saint John en Saint Croix. De later Amerikaans geworden Maagdeneilanden waren sinds de 16e eeuw een Deense kolonie.
Al na enkele weken verkocht commandant Samuel Schmidt (of Smith) de Deense bezittingen aan de West-Indische Compagnie, mogelijk in opdracht van Carloff. De Deense regering riep Frankrijk en Engeland te hulp en eind 1663 verscheen Robert Holmes voor de kust, die een aantal handelsposten en schepen overmeesterde. Desalniettemin wist de Glückstädter Compagnie zich niet te handhaven en werd ze in 1671 opgenomen in de Deense West-Indische Compagnie.

## Handel
In de 17e en 18e eeuw bloeide de compagnie door de driehoekshandel. Slaven van de Afrikaanse Goudkust en Slavenkust werden in West-Indië verhandeld voor melasse en rum. Deense kolonisten vestigden zich in 1672 op Saint Thomas, in 1718 op Saint John en in 1733 op Saint Croix.
De compagnie regeerde de koloniën tot 1754, toen hij werd overgenomen door de Deense belastingdienst. Van 1760 tot 1848 stond het regeringsapparaat bekend als Vestindisk-guineiske rente- og generaltoldkammer. Dit leidde bij koninklijk besluit van 18 maart 1765 tot de tijdelijke oprichting van Det Guineiske kompagni met als doel de handel met de Deense Goudkust te handhaven. In november van dat jaar werden de forten Christiansborg en Fredensborg aan de compagnie toegevoegd.
Doordat de compagnie nooit een handelsmonopolie had zoals de Nederlandse West-Indische Compagnie, moest ze concurreren met de Noorse, Sleeswijkse en Holsteinse compagnieën.

## Opheffing
Door financiële problemen gedwongen werd de compagnie op 22 november 1776 geliquideerd. Hierop anticiperend nam de Deense overheid in augustus en september 1775 de aan de compagnie toegewezen forten over.